# COVID-19 в Доминиканской Республике
Пандемия COVID-19 в Доминиканской Республике является частью глобальной вирусной пандемии коронавирусной болезни (COVID-19), которая, как было подтверждено, распространилась в Доминиканскую Республику 1 марта 2020 года.

## Предыстория
31 декабря 2019 года Комиссия здравоохранения Уханя, провинция Хубэй, Китай, проинформировала ВОЗ о множестве случаев острой пневмонии неизвестного происхождения в данной провинции. 9 января 2020 года Китайский центр по контролю и профилактике заболеваний (CCDC) сообщил об обнаружении нового коронавируса (позже идентифицированного как SARS-CoV-2) в качестве причины заболевания. Болезнь в Китае затронула более 80 000 человек, вызвав более 3200 смертей (по состоянию на 25 марта 2020 года) и в настоящее время распространилась более чем на 210 стран и территорий по всему миру.

## Хронология

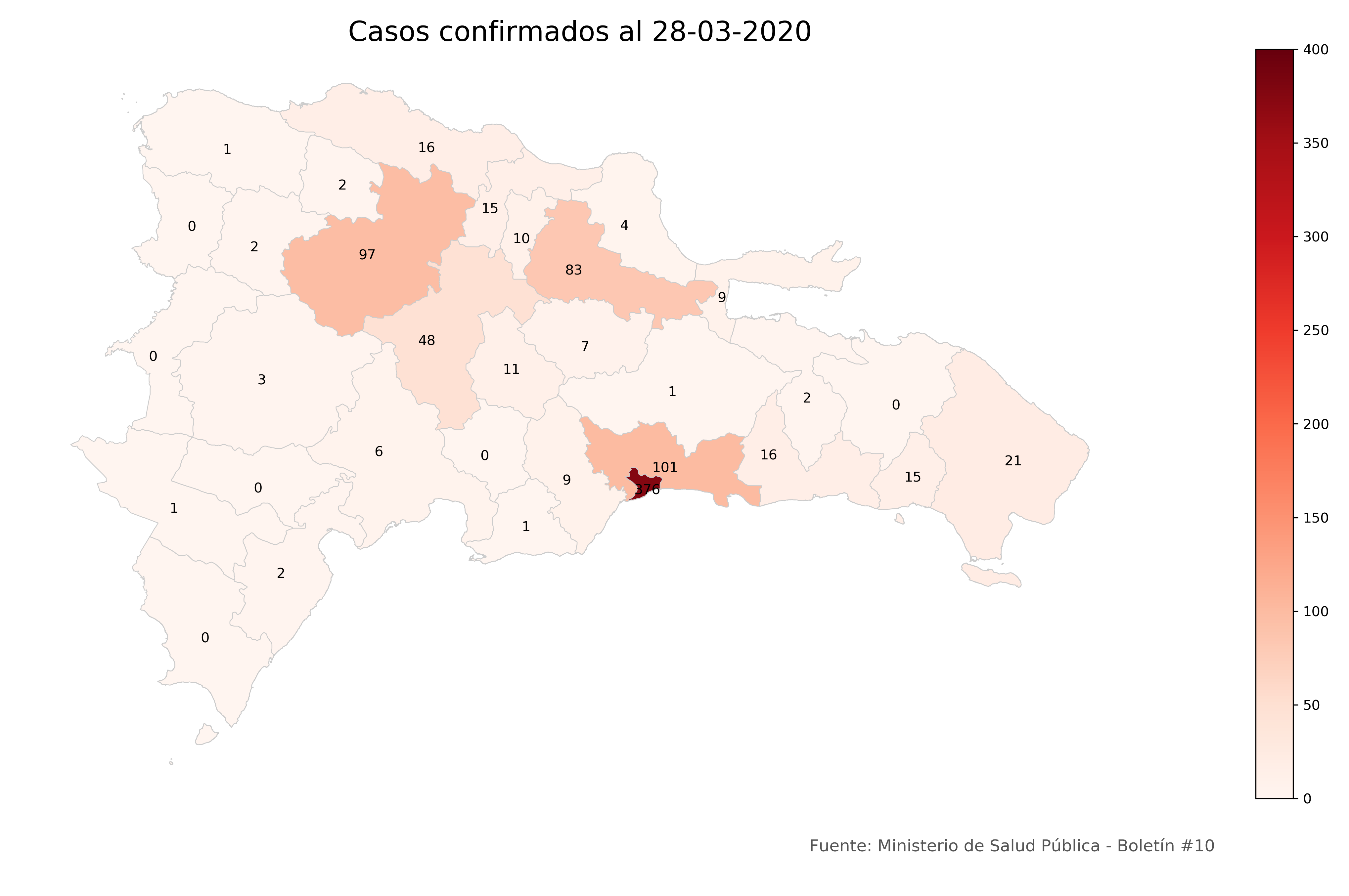
Подтверждённые случаи COVID-19 на 6 мая 2020 г.

Рост случаев COVID-19 с 18.03.2020 по 6.05.2020 года. Источник: Minister of Public Health

### Первые подтверждённые случаи
1 марта был подтверждён первый случай заболевания в данной стране и регионе Карибского бассейна. 62-летний мужчина из Италии въехал в страну 22 февраля и заболел 24 февраля, когда его перевели с пляжного курорта Байяибе в военный госпиталь имени Рамона Лары. 6 марта был подтверждён второй случай заболевания в стране, когда был обнаружен канадский турист (также отдыхавший в Байяибе. 8 марта были подтверждены ещё три случая заболевания у доминиканских туристов, прибывших из поездки в Италию. 14 марта министр здравоохранения Рафаэль Санчес Карденас подтвердил шесть новых случаев заболевания. Все эти лица находились за пределами страны в течение последних 14 дней.

### Местная передача инфекции
Первый задокументированный случай местной передачи инфекции, по-видимому, произошёл от 56-летней доминиканки из города Вилья-Рива в провинции Дуарте, которая путешествовала из Италии в Доминиканскую Республику 26 февраля 2020 года. Женщина по имени Онейда Эррера Диас отказалась отправиться в Санто-Доминго, чтобы быть в изоляции после получения положительного диагноза на коронавирус, вернувшись вместо этого домой. По-видимому, она передала вирус своему соседу. Две недели спустя провинция Дуарте подтвердила, что число случаев заболевания превосходят только 2 крупных городских центра (Дистрито Националь/Санто-Доминго и Сантьяго) по количеству случаев заболевания (29) и лидирует по числу жертв (4). Эта группа случаев, по-видимому, возникла вокруг тех, кто тесно контактировал с госпожой Эррера Диас.

### Кластер Сан-Педро
На неделе с 16 марта несколько случаев заболевания COVID-19 в провинции Сан-Педро-де-Макорис (включая её сенатора Хосе Азима Фраппье), сенатор от провинции Ато-Майор Рубен Тойота и полковник вооружённых сил Калил Аче, по-видимому, заразились вирусом во время сбора средств в клубе 2 de Julio в городе Сан-Педро-де-Макорис.

### Свадьба в Пунта-Кана
14 марта громкая свадьба в Кап Кане, по-видимому, стала источником инфекции COVID-19 для ряда её участников, среди которых было много жителей других стран. Свадьба получила много общественной критики за то, что у неё была тема "сумасшедшего часа", высмеивающая проблемы с коронавирусом. Министр иностранных дел Доминиканской Республики Мигель Варгас Мальдонадо заразился вирусом от своего сына, который присутствовал на упомянутой свадьбе, и также заразился COVID-19.

### Круизное судноCosta Favolosa
Двадцать доминиканских врачей подверглись воздействию вируса во время празднования 30-летней годовщины окончания своей медицинской школы, отмечалось событие на борту круизного лайнера Costa Favolosa вокруг Карибского моря. Они отправились в путь 2 марта и, прежде чем высадиться 9 марта, по крайней мере у пятерых из доминиканской делегации появились симптомы COVID-19, а позже тестирование на вирус показало положительный результат.

### Первые смерти и печально известные жертвы
Первая смерть, связанная с COVID-19, была объявлена органами здравоохранения 16 марта 2020 года, это была 47-летняя доминиканка, которая недавно прибыла из Испании. 24 марта 2020 года известный дизайнер Дженни Поланко, у которой 15 марта был положительный результат теста, тоже умерла. 27 марта полковник вооружённых сил Калил Аче скончался в больнице Рамон-де-Лара; на следующий день умерла и его вдова. Аче было посмертно присвоено звание бригадного генерала.

### Выздоровления
23 марта министр здравоохранения сообщил о двух случаях выздоровления — 12-летнего ребёнка и 26-летней женщины.

## Управление ситуацией

### Первые меры
Ряд школ и университетов приостановили занятия 16 и 17 марта из-за проблем с COVID-19; многие из них перешли на виртуальные учебные платформы.

### Меры на национальном уровне
17 марта президент Данило Медина выступил с обращением к нации и объявил чрезвычайное положение, объявив о ряде мер, направленных на то, чтобы попытаться остановить распространение вируса. Он приказал закрыть все сухопутные, морские и воздушные границы на следующие 15 дней, начиная с 19 марта. Кроме того, будет приостановлена вся коммерческая деятельность, за исключением супермаркетов, круглосуточных магазинов, автозаправочных станций и аптек.
20 марта 2020 года правительство ввело обязательный ночной комендантский час с 8 часов вечера до 6 часов утра до 3 апреля. Освобождались от него только врачи и медицинские работники, журналисты и гвардейцы.
Однако многие жители района Большой Санто-Доминго сопротивлялись этой мере; в первую же ночь 1714 человек были арестованы во время комендантского часа. На вторую ночь во время комендантского часа было арестовано 2102 человека.
26 марта 2020 года правительство продлило ночной комендантский час до 13 часов: с 5 часов вечера до 6 часов утра.

### Местные меры
Ряд провинций решили ограничить доступ на свои территории, чтобы избежать распространения коронавируса, в их число вошли Сан-Хосе-де-Окоа и Эль-Сейбо, которые оставались незатронутыми заболеванием (по состоянию на 26 марта). Другие провинции в районах, свободных от случаев заболевания, просят свои власти принять аналогичные меры.

## Международная помощь
3 апреля 2020 года Всемирный банк выделил 150 миллионов долларов США на поддержку усилий Доминиканской Республики по сдерживанию COVID-19.